# Heinrich Rempel
Heinrich Rempel (ur. 14 czerwca 1901 w Miastku, niem. Rummelsburgu, zm. 12 lipca 1978 w Apoldzie) – niemiecki archeolog. Swoim dorobkiem naukowym szczególnie przyczynił się do rozwoju wiedzy archeologicznej dotyczącej okresu średniowiecza w środkowych Niemczech.

## Życiorys
Studiował historię i geologię na uniwersytecie w Jenie. Od 1937 był zatrudniony jako pracownik naukowy w Muzeum Germańskim na Uniwersytecie w Jenie. W 1940 obronił dysertację pt. Die Reihengräberkulturen des frühen Mittelalters im Gau Thüringen.
Od 1 lipca 1933 do 31 marca 1935 należał do SA, 1 maja 1937 wstąpił do NSDAP. Podczas II wojny światowej walczył w Wehrmachcie w stopniu gefreitera, m.in. na froncie wschodnim.
Tuż po wojnie pracował jako asystent w Instytucie Prehistorii Uniwersytetu w Jenie, następnie w muzeum regionalnym, a od 1950 do emerytury w 1966 w Instytucie Historii Niemieckiej Akademii Nauk w Berlinie, gdzie zajmował się archeologią okresu średniowiecza.

## Wybrane prace z dorobku naukowego Rempla
- Die „slawischen” Steilkämme in Thüringen, ein deutscher Typus. Der Spatenforscher 4, 1939, s. 42–48.
- Ein frühdeutsches Reitergrab aus der Gemarkung Henfstädt, Lkr. Hildburghausen. Mannus 32, 1940, s. 314–320.
- Neue Funde der älteren Eisenzeit aus dem Kreise Oschersleben. Abhandlungen und Berichte für Naturkunde und Vorgeschichte Magdeburg 8 Zeszyt. 8, 1950, s. 115–117.
- Zu den Reitersporen der Hildagsburg. In: Hans Dunker: Die Hildagsburg. Der Burgwall von Elbeu, Kr. Wolmirstedt. Abhandlungen und Berichte für Naturkunde und Vorgeschichte Magdeburg 8 Zeszyt 5, 1953, s. 191–233.
- Karolingerzeit. Ausgrabungen und Funde 3, 1958, s. 278- …
- Die mittelslawische Zeit im Süden der DDR (Sorben). Ausgrabungen und Funde 3, 1958, s. 287- …
- Die frühdeutsche Keramik in Thüringen. Prähistorische Zeitschrift 37, 1959, s. 101–124.
- Die sorbische Keramik in Thüringen. Prähistorische Zeitschrift 37, 1959, s. 175–186.
- Saalfeld und der Orlagau in frühgeschichtlicher Zeit. In: Coburg mitten im Reich II (Kallmünz/Opf. 1961) S. 5–30.
- Zur Ostgrenze des Fränkischen Reichs Thüringer Anteil. Alt-Thüringen 6, 1963, s. 506–513.
- Frühe Steigbügel aus Mitteldeutschland., [w:] Paul Grimm (red.): Varia Archaeologica. Festschrift Wilhelm Unverzagt. Deutsche Akademie der Wissenschaften zu Berlin, Schriften der Sektion für Vor- und Frühgeschichte 16 (Berlin 1964).
- Reihengräberfriedhöfe des 8. bis 11. Jahrhunderts aus Sachsen-Anhalt, Sachsen und Thüringen. Deutsche Akademie der Wissenschaften zu Berlin. Schriften der Sektion für Vor- u. Frühgeschichte 20 (Berlin 1966).
- Die archäologisch-kulturelle Zuordnung frühgeschichtlicher Funde westlich der Saale. Zeitschrift für Archäologie 2, 1968, s. 68–103.